# A meztelen dobos
A meztelen dobos (eredeti cím: The Rocker) 2008-ban bemutatott amerikai filmvígjáték Peter Cattaneo rendezésében. A főbb szerepekben Rainn Wilson, Jeff Garlin, Josh Gad, Teddy Geiger és Emma Stone látható.
Az Amerikai Egyesült Államokban 2008. augusztus 20-án mutatták be. 

## Cselekmény
A film főszereplője Robert „Fish” Fishman dobos, aki turnézni indul unokaöccse együttesével.

## Szereplők
| Szerep                 | Színész             | Magyar hang      |
| ---------------------- | ------------------- | ---------------- |
| Robert „Fish” Fishman  | Rainn Wilson        | Kerekes József   |
| Kim Powell             | Christina Applegate | Sánta Annamária  |
| Matt Gadman            | Josh Gad            | Dányi Krisztián  |
| Curtis Powell          | Teddy Geiger        | Molnár Levente   |
| Amelia Stone           | Emma Stone          | Molnár Ilona     |
| David Marshall         | Jason Sudeikis      | Turi Bálint      |
| Lisa Gadman            | Jane Lynch          | Spilák Klára     |
| Stan Gadman            | Jeff Garlin         | Faragó András    |
| Lex Drennan            | Will Arnett         | Markovics Tamás  |
| Wayne Kerr             | Fred Armisen        | Maday Gábor      |
| Nev Gator              | Howard Hesseman     | Várday Zoltán    |
| Timmy Sticks           | Lonny Ross          | Mesterházy Gyula |
| Trash Grice            | Bradley Cooper      | Tokaji Csaba     |
| Billy Ault             | Jon Glaser          | Breyer Zoltán    |
| Kip                    | Demetri Martin      |                  |
| Aziz                   | Aziz Ansari         | Kossuth Gábor    |
| fickó a buszmegállóban | Pete Best           |                  |
| Carol                  | Jane Krakowski      | Haffner Anikó    |
| Violet                 | Samantha Weinstein  |                  |
| Jeremy                 | Jonathan Malen      | Gacsal Ádám      |
| Amelia anyja           | Laura de Carteret   |                  |

## A film készítése
A filmet Torontóban forgatták, néhány beltéri jelenetet pedig Clevelandben vettek fel. A forgatás 2007 júliusától ugyanezen év szeptemberéig zajlott.

## Fogadtatás
A Rotten Tomatoes honlapján 41%-ot ért el 123 kritika alapján, 5,2 pontot szerezve a maximális tízből. A Metacritic oldalán 53 pontot szerzett a százból, 28 kritika alapján. A  CinemaScore honlapján átlagos minősítést kapott.